# Dracontioides desciscens
Dracontioides desciscens är en kallaväxtart som först beskrevs av Heinrich Wilhelm Schott, och fick sitt nu gällande namn av Adolf Engler. Dracontioides desciscens ingår i släktet Dracontioides och familjen kallaväxter. Inga underarter finns listade.

## Bildgalleri

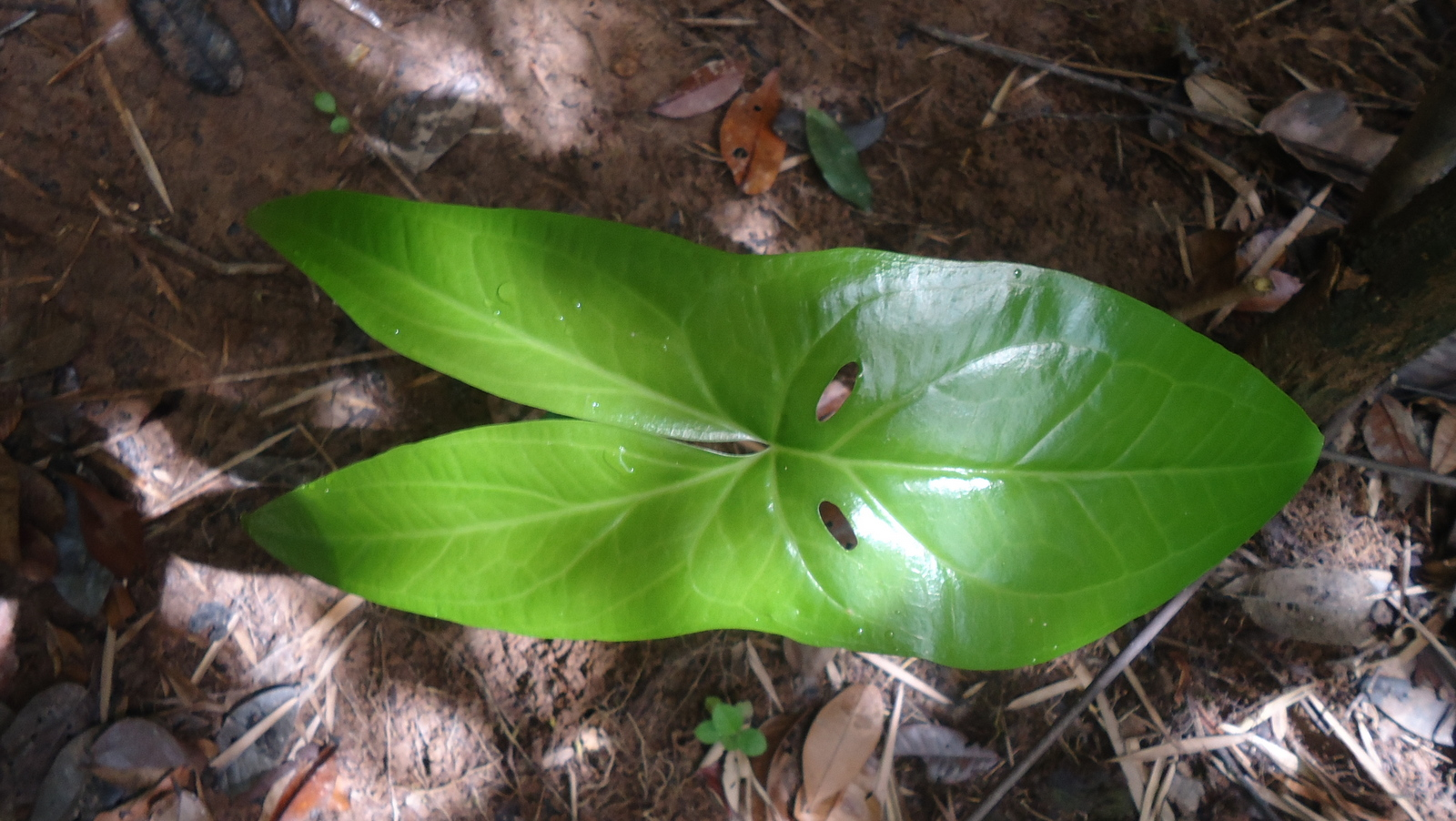
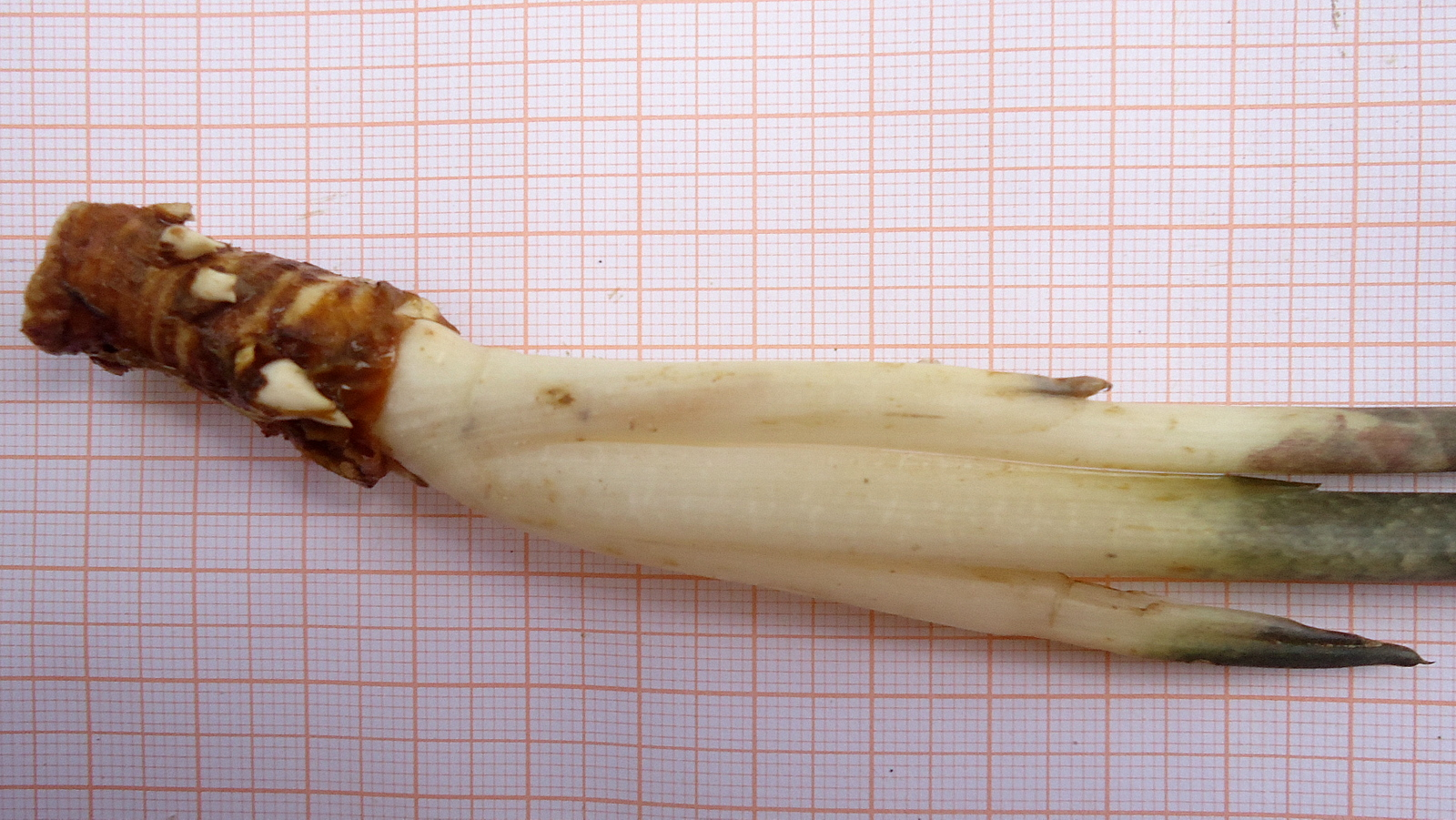
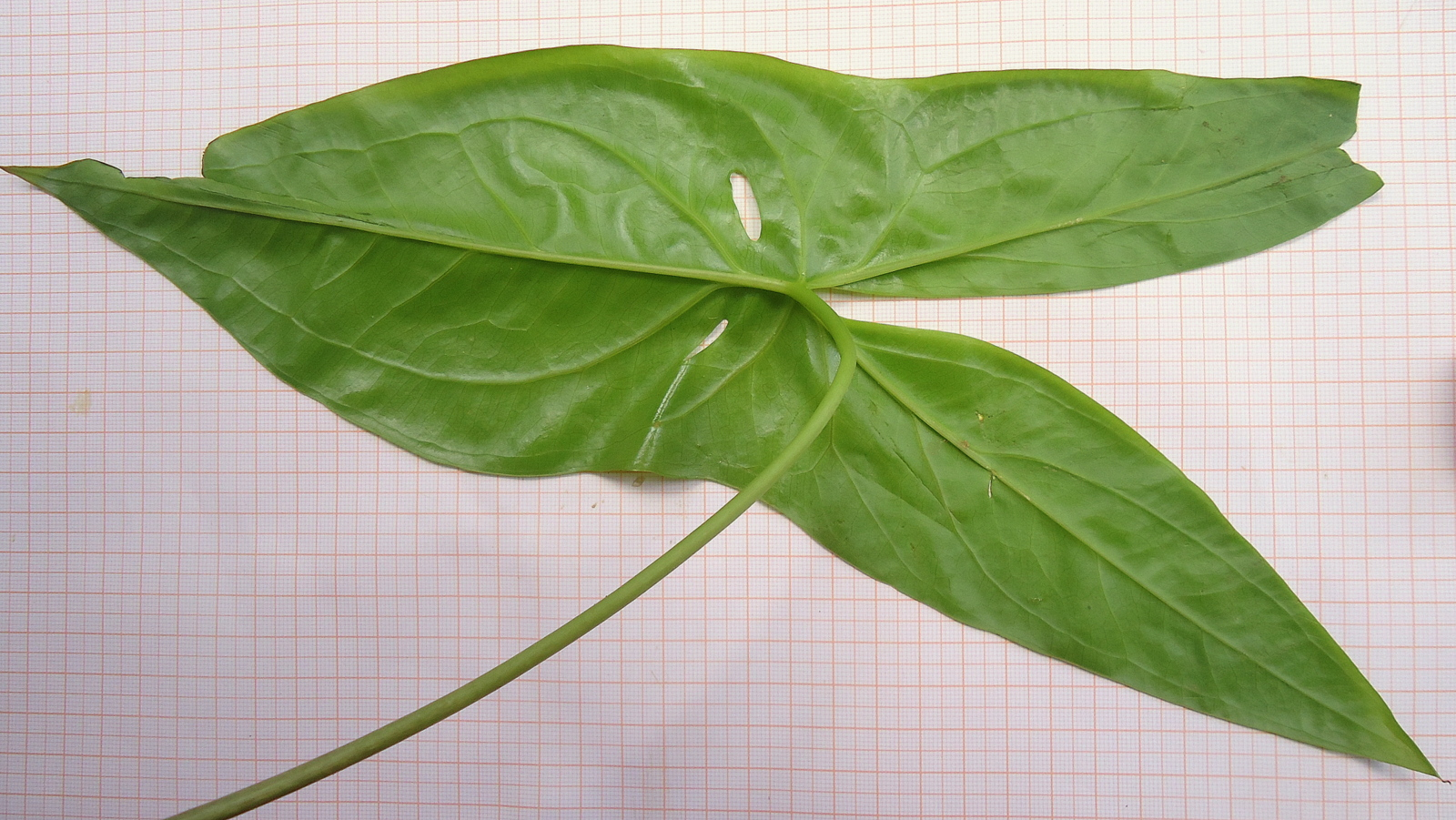
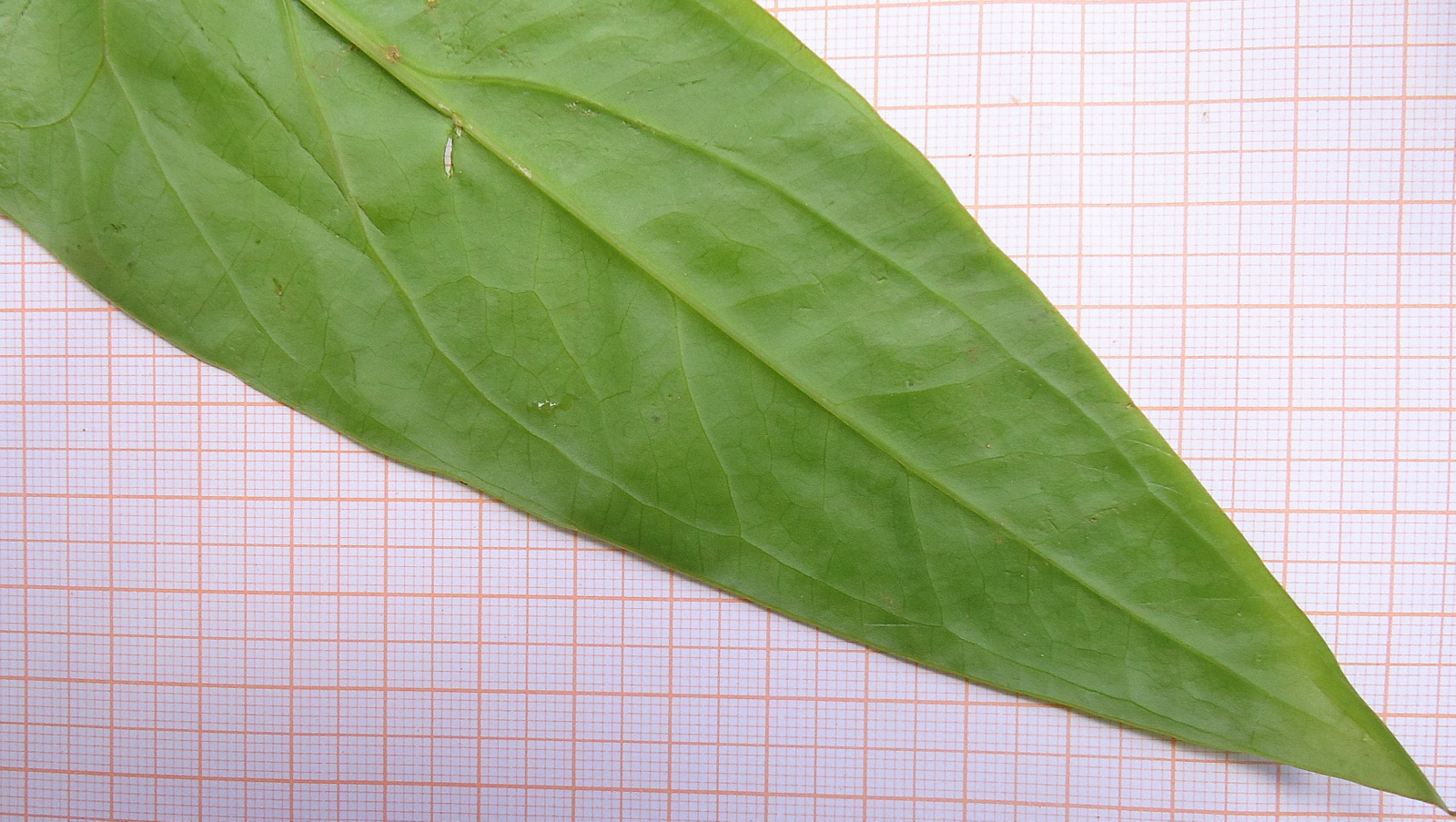
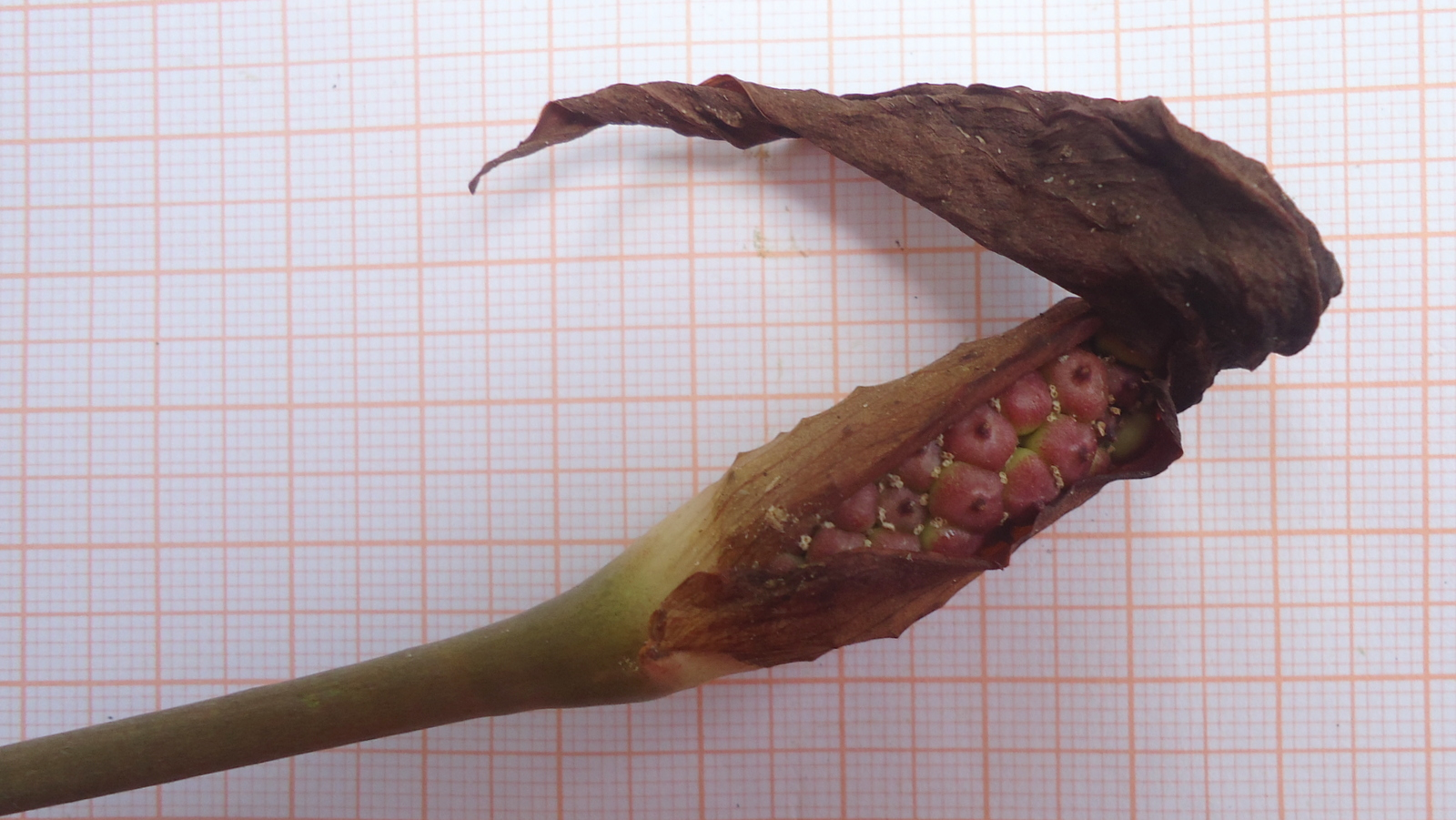
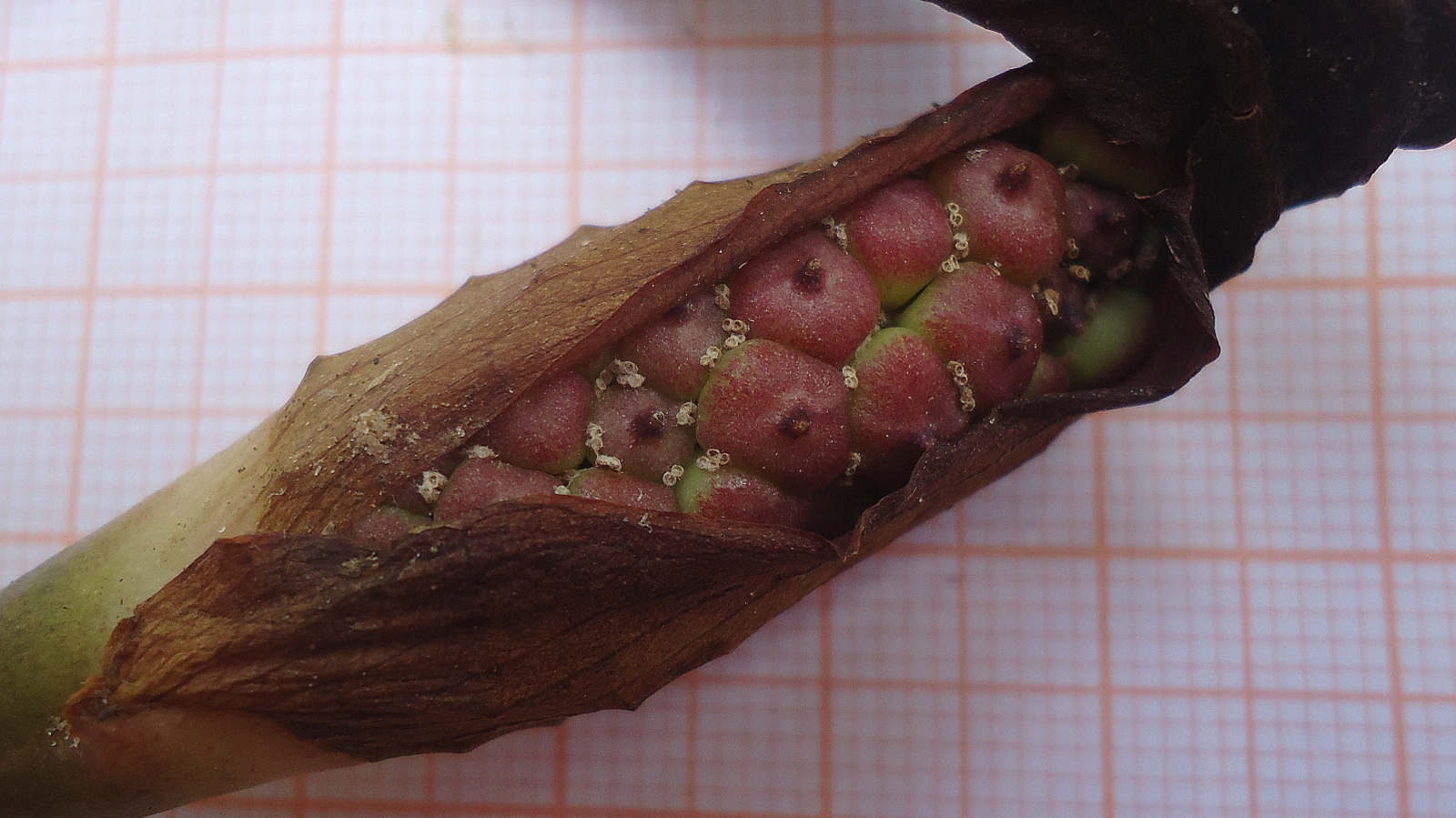